# Eretris subpunctata
Eretris subpunctata är en fjärilsart som beskrevs av Smith och Kirby 1895. Eretris subpunctata ingår i släktet Eretris och familjen praktfjärilar. Inga underarter finns listade i Catalogue of Life.